# Maisie Taylor
Maisie Taylor es una arqueóloga especialista en el tratamiento de madera.

## Biografía
Sus inicios fueron como profesora en un colegio de primaria; tras esto comenzó a ser dibujante y más tarde se convirtió en arqueóloga freelance tras estudiar arqueología en el Instituto de Arqueología.
Es especialista en madera a nivel internacional por su conocimiento en el tratamiento de madera húmeda. Como arqueóloga ha participado como codirectora en las excavaciones del recinto de Etton Causewayed y Flag Fen junto a su marido Francis Pryor. También ha trabajado el tratamiento de la madera arqueológica saturada de humedad en numerosos lugares británicos: Fisketor, Yarnton Floodplain, Eton Lakes, entre otros. Es reconocida por su trabajo en las universidades de York y Mánchester con el equipo de Star Carr; gracias a sus técnicas, no solo ha ayudado a la compresión del tratamiento de la madera sino también sobre las formas de vida prehistóricas. Maisie Taylor, a su vez, ha participado en numerosas ocasiones en Time Team, un programa de televisión del Reino Unido.

## Publicaciones relevantes
- 2008 Waterlogged Wood in Mudd,A. and Pears,B. Bronze Age Field System at Tower’s Fen, Thorney Peterborough BAR British
- 2009 Worked waterlogged wood in Allen,C. (ed) Exchange and Ritual at the Riverside: Late Bronze Age Life in the Lower Witham Valley at Washingborough, Lincolnshire Pre-Construct Archaeology (Lincoln)
- 2010 Big Trees and Monumental Timbers in Pryor,F. and Bamforth,M. (eds) Flag Fen, Peterborough: Excavation and Research 1995-2007 pp90-97 Oxbow Book
- 2011 Update of various entries about wood in archaeology Oxford Companion to Archaeology, Oxford University Press
- 2011 The Wood in Milner,N., Conneller,C., Elliott,B., Koon,H., Panter,I., Penkmen,K., Taylor,B. and Taylor,M. From riches to rags:organic deterioration at Star Carr in J.Arch Sci 38 2818-2832
- 2012 Conneller,C., Milner,N., Taylor,B. and Taylor,M. Substantial Settlement in the European Early Mesolithic: new research at Star Carr in Antiquity 86 1004-1020